# Kapelica Svetog Križa u Prečkom
Kapelica Svetog Križa katolička je kapelica smještena u zagrebačkoj četvrti Trešnjevka – jug u naselju Prečko. Nalazi se na raskrižju Beethovenove i Matetićeve ulice, a unutar kapelice postaljene su ploče zahvale žrtvama Drugog svjetskog rata i Križnog puta, logora Prečko te Domovinskog rata (u kojem je poginulo 8 stanovnika Prečkog).
Građena je 1997. godine, a kraj radova 1. lipnja obilježen je misom te blagoslovom građevine. Na mjestu kapelice prvotno se od 1929. godine nalazilo drveno raspelo, koje je rušeno i podizano nekoliko puta u doba SFR Jugoslavije.

## Ploče
Natpisi na glavnim pločama glase:
Na mjestu mjesnog raspela postavljenog 1929. godine vjernici Župe Prečko podižu 1997. godine ovu spomen kapelu u znak hvale Bogu!
U spomen nevinim stradalnicima Domovinskog rata, svim žrtvama II. svjet. rata zatočenim u logoru “Prečko” a posebice žrtvama “Križnog puta”.
Ploče s unutrašnje bočne strane navode imena poginulih osoba.

## Galerija
- Bočno pročelje kapelice
- Unutrašnjost kapele
- Ploča s informacijama o izgradnji
- Pogled na kapelicu